# Xiphidiopicus
Xiphidiopicus is een geslacht van vogels uit de familie spechten (Picidae).

## Soorten
Het geslacht kent de volgende soort:
- Xiphidiopicus percussus – Cubaanse groene specht